# فيروس هينيبا
فيروس هينيبا (بالإنجليزية: Henipavirus)‏ هو جنس من الفيروسات التي تنتمي لعائلة الفيروسات المخاطية، رتبة الفيروسات السلبية الأحادية.
يتميز فيروس هينيبا بشكله المتغير (يغير شكله وفقا للظروف)، ويتراوح قطره ما بين 40 إلى 600 نانومتر.

بنية الفيروس

ينقسم فيروس هينيبيروس إلى نوعين من الفيروسات هما: فيروس هيندرا وفيروس نيباه، (في الأصل كلمة هينيبا: henipa هي اختصار لإسمي هاذين الفيروسين). تتميز فيروسات الهينيبا بحجمها الكبير (18.2 كيلو قاعدة )، تظهر بشكل طبيعي عند خفافيش الثعلب الطائر. يصنف فيروس هينيبا على أنه مرض حيواني المنشأ، يمكن أن ينتقل إلى الحيوانات الأليفة والبشر على حد سواء ويتسبب في الوفاة.

## فيروس هيندرا

### الظهور
اكتشف فيروس هيندرا أول مرة في شهر سبتمبر لسنة 1994، عندما قتل هذا الفيروس مايعادل ثلاثين حصانا بالإضافة إلى مدرب لهم في منطقة هيندرا ضواحي مدينة بريسبان الواقعة في ولاية كوينزلاند الإسترالية.
أول حالة إصابة معروفة كانت لفرس توفيت بعد يومين فقط من إصابتها بالمرض. كانت هذه الفرس رفقة ثلاثة وعشرين من الخيول الأخرى. أصيب تسعة عشر منهم بالفيروس، وأدى ذلك إلى مقتل إثني عشر منهم. في وقت لاحق وقع المدرب إضافة إلى صبي الإسطبل المسؤول عن تغذية الأفراس ضحية للمرض، بعد أقل من أسبوع من وفاة الحيوان، أين ظهرت عليهم أعراض الإصابة بالانفلونزا. نجى الصبي، لكن المدرب توفي نتيجة لمشاكل في جهازه التنفسي وكليتيه. على الأرجح كانا قد تعرضا في وقت سابق للعدوى نتيجة لتعرضهما للرذاذ المتطاير نتيجة لعطسات الفرس التي كانا على اتصال بها وكانت تلك الفرس أول مصابة بالفيروس.
كان في وقت سابق هناك حالة وفاة بشرية ثانية. حيث ضرب الفيروس شمال ماكاي في اغسطس 1994، على بعد حوالي ألف كيلومتر من بريسبان، إلا أنه لم يتم الربط بين كلتا الحالتين إلا في وقت لاحق. حيث تسببت العدوى في مقتل اثنين من الخيول ومعهم صاحبها. هذا الأخير الذي تم نقله إلى المستشفى بسبب إصابته بالتهاب السحايا بعد ثلاثة أسابيع من حضوره ومشاركته في عملية تشريح جثث خيوله. بالمستشفى تم علاجه، لكن وبعد مرور 14 شهرا، وصل إلى مرحلة تطور فيها عنده اضطرابات عصبية، توفي على إثرها بعد فترة وجيزة. تم تشخيص سبب حالة الوفاة في تعرضة لأثر رجعي للمرض نتيجة لوجود فيروس هيندرا في دماغه.

### انتقال العدوى
نتيجة لاختبار الإنشار المصي في مناطق ظهور هذا الفيروس، تبين في النهاية أن خفافيش الثعلب الطائر هي المصدر الأكثر احتمالا لهذه العدوى، بانتشار مصلي بلغ 47 في المائة. في وقت لم يكن فيه الاختبار الذي أجري على ال 46 نوع آخر منها في المنطقة إيجابيا.
اكتشاف تواجد الفيروس على مستوى الجهاز التناسلي والبولي لخفافيش الثعلب الطائر، يشير بشكل قطعي إلى أن الخيول قد تلوثت بالعدوى نتيجة لتعرضها لبول الخفافيش أو برازها أو حتى لسائلها السلوي. كانت جميع حالات الإصابة البشرية بالفيروس نتيجة للإتصال المباشر والقريب مع الخيول المريضة. نتيجة لذلك، اعتبر الأطباء البيطريون بشكل خاص معرضين لخطر الإصابة بالمرض. بالرغم من كل تلك الإصابات السابقة، إلا أنه لا يوجد لحد الساعة أي دليل على انتقال المرض مباشرة من الخفافيش إلى الإنسان، أو من الإنسان إلى إنسان آخر أو من الإنسان إلى الأحصنة.
اعتبارا من يونيو 2014، تم تسجيل ما مجموعه 50 تفشي للفيروس في أستراليا، كل هذه الحالة تنطوي عن عدوى انتقلت انطلاقا من الخيول. نتيجة لهذه الأحداث، توفي ما يصل من ثلاثة وثمانون حصانا بسبب الفيروس أو تم قتلها وفق ما يعرف بالقتل الرحيم.
يصل معدل الوفيات في حالة الإنسان إلى حوالي 60 في المائة، لكن هذه النسبة ترتفع عندما يتعلق الأمر بالخيول لتصل إلى 75.

### حالات أخرى
في وقت لاحق بعد اكتشاف المرض، تم الإبلاغ عن ثلاث حالات إضافية: حالتين في مدينة كيرنز (ولاية كوينزلاند)، واحدة في يناير 1999،  وأخرى في أكتوبر 2004،  أما الثالث فقد تم الإبلاغ عنها في ديسمبر 2004،  دائما في ولاية كوينزلاند لكن هذه المرة في مدينة تاونسفيل. أسفر كل من تلك الحالات عن موت حصان. بالموازات مع ذلك اصيب طبيب بيطري كان قد شارك في تشريح جثة الحصان الذي توفي في تاونسفيل بالمرض نتيجة لتعرضه لهذا الفيروس، لكن ولحسن حظه تماثل للشفاء.
توزيع الخفافيش كان دائما متوافق مع المواقع التي ظهرت فيها كل الحالات. من ناحية أخرى، يشير الظهور الموسمي لحالات الإصابة إلى أن هذ الأخيرة تتعلق بدورة الإنجاب عند خفاش الثعلب الطائر. نظرا لعدم وجود أدلة واضحة على الانتقال المباشر للفيروس من الخفافيش إلى الإنسان، يعتقد أن الفيروس يحتاج أولا إلى مضيف (الحصان) قبل أن ينتقل منه إلى الإنسان.

### المرض
لسبب ما لا تتأثر الخفافيش بفيروس هيندرا.
بعد إصابة البشر بالفيروس، تظهر عندهم أعراض على مستوى الجهاز التنفسي (النزيف والاستسقاء الرئوي) أو الدماغ، في هذه الحالة يؤدي الفيروس إلى الإصابة بالتهاب السحايا. أما عند الخيول، تؤدي العدوى عادة إلى التسبب في استسقاء رئوي واحتقان في الأنف.

### مؤتمر بريزبان للأبحاث لسنة 2016
عقد بين أواخر مايو إلى أوائل يونيو 2016، اجتماع مشترك جمع علماء باحثين في فيروس هيندرا مع أطباء بيطريين وعاملين صحيين في بريزبان، بغرض جمع وتوحيد الجهود وكذا التشجيع على المضي قدما في الأبحاث التي تأخذ من الأمراض المنقولة عن طريق الخفافيش موضوعا لها.

## فيروس نيباه

### الإنتشار
أول تفشي لفيروس نيباه كان في سنة 1998 بسنغافورة وماليزيا. بالرغم من ذلك، لم بتم التعرف على الفيروس سوى في عام 1999 عندما تسبب في حالة مرضية تصيب الجهازين العصبي والتنفسي بمزارع لحوم الخنازير في شبه الجزيرة الماليزية، مما أدى إلى وفاة 115 شخصا من أصل 265، كما تم تنفيد عملية قتل رحيم في حق ما يقرب من مليون خنزير. في سنغافورة، ظهرت 11 حالة، كانت من بينها واحدة قاتلة، في صفوف عمال المسلخ الذين كانو على اتصال مباشر بالخنازير المستوردة من المزارع الماليزية المتضررة بالفيروس. تم تصنيف فيروس نيباه من قبل مراكز مكافحة الأمراض واتقائها كعامل من «الفئة سي».
الناقل الطبيعي لفيروس نيباه هي خفافيش الفاكهة
من نوع الثعلب الطائر. حيث أدت عمليات إزالة الغابات في جنوب شرق آسيا إلى تدمير موطنها الأصلي، لذلك فقد هاجرت هذه الخفافيش  صوب المزارع بغرض إيجاد الطعام، أين تحتك بالإنسان ونشاطاته وتقوم بنقل هذا الفيروس إلى طعام الخنازير عن طريق اللعاب أو البول والبراز. الخنازير المصابة بدورها تقوم بنقل الفيروس عن طريق السعال القوي في الغالب ينتهي الأمر بإصابة البشر اللذين يكونون في احتكاك مباشر بالخنازير المصابة. وبالتالي تعتبر الخنازير بمثابة مضيف وسيط وناقل قوي للعدوى في نفس الوقت.
في الحالة الماليزية، تكونت أعراض الإصابة بهذا الفيروس أساسا من أعراض على مستوى الدماغ عند البشر، وأعراض على مستوى الجهاز التنفسي عند الخنازير. تسببت المظاهر اللاحقة للفيروي في أمراض بالجهاز التنفسي عند البشر، ورفع احتمالية انتقال العدوى من إنسان إلى إنسان آخر، ما يؤشر إلى وجود سلالات للفيروس أكثر خطورة.
يعد فيروس نيباه واحد من بين العديد من الفيروسات الأخرى التي حددتها منظمة الصحة العالمية كسبب محتمل لوباء مستقبلي، أثناء خطة جديدة وضعت المنظمة بعد اجتياح وباء الإيبولا، بغرض البحث والتطوير العاجل لأساليب التشخيص والمكافحة باستعمال اللقاحات والأدوية قبل وأثناء الوباء.

### المرض
عند البشر، يعاني المصابون بالفيروس من حمى، صداع ونعاس. السعال وآلام البطن والغثيان والقيء، الضعف، مشاكل الابتلاع وعدم وضوح الرؤية هي أعراض شائعة نسبيا. يتعرض شخص من أصل أربعة مصابين لوعكة حرجة، وحوالي 60 في المائة من مجموع المرضى يدخلون في حالة غيبوبة يصبحون فيها بأمسِّ الحاحة إلى مساعدة من أجل مساعدتهم على التنفس. يعاني المرضى الذين تطورت عندهم  أشكال خطيرة للمرض، من ارتفاع حاد لضغط الدم، ارتفاع معدل خفقان القلب وارتفاع درجة حرارة الجسم.
من المعروف أيضا أن فيروس نيباه أن يسبب في التهاب للدماغ. من بين الحالات الماليزية الأولى، كان هناك مريض تعرض للإصابة بالتهاب في  الدماغ بعد حوالي 53 شهرا من إصابته بالفيروس. فيما بخص التهاب الدماغ الناجم عن فيروس نيباه، ليس هناك أي علاج نهائي فعال ضده بغض النظر عن التدابير الداعمة، مثل التهوية الميكانيكية والوقاية من العدوى الثانوية.
ارتباطا بذلك تم اختبار دواء الريبافيرين المضاد للفيروسات، على حالات ماليزية مصابة بالعدوى، فكانت النتائج مشجعة، لكن بالرغم من ذلك كان هناك حاجة إلى إجراء مزيد من الدراسات.
عند الحيوانات الأخرى، الخنازير بصفة خاصة، يسبب
الفيروس متلازمات تنفسية وعصبية.

## أسباب الظهور
تصادف ظهور فيروس هينيبا مع ظهور العديد من الفيروسات الحيوانية المنشأ الأخرى خلال العقود القليلة الأخيرة. ففيروس كالسارس المُكَلَّل (SARS coronavirus) وفيروس مينانغل مثلا وربما حتى فيروسي إيبولا وماربورغ معروف أن القاسم المشترك بينها هو اعتمادها في عملية استمراريتها وانتشارها على «مستضيف» يتجلى في حيوانات الخفافيش، هذه الأخيرة التي تتخذه مثل هذه الفيروسات كجسر لها نحو الوصول إلى مجموعة متنوعة من أنواع أخرى يكون الإنسان من بينها. ارتبط ظهور كل من هذه الفيروسات بزيادة الاتصال والتصادم بين البشر والخفافيش، أو الخفافيش وحيوانات أخرى قريبة من الإنسان تشكِّل في العادة مضيف وسيطا بينها وبين البشر. زيادة الاتصال يكون بسبب تعدي البشر على الأراضي الطبيعية لعيش الخفافيش (في حالة فيروس نيباه، من خلال مزارع الخنازير المقامة في أماكن عيشها)، بالإضافة إلى حركة الخفافيش تجاه الساكنة البشرية بسبب حدوث تغيرات في عاداتها الغذائية أو لفقدانها لموائلها الطبيعية.
الواضح لحدود الساعة أن فقدان الخفافيش لموائلها الطبيعية في جنوب آسيا وإستراليا (بصفة خاصة على طول الساحل الشرقي) فضلا عن استيطان البشر لموائلها المتبقية بغرض العيش وإقامة المزارع، كان له دور كبير في خلق مزيد من الاتصال بين البشر والخفافيش.